# Teletubbies
Teletubbies (Los Teletubbies en España) es un programa de televisión en imagen real de la cadena británica BBC con contenidos orientados a los bebés y niños de edad preescolar, producido por Ragdoll Productions. Fue creado por Anne Wood, la directora creativa de Ragdoll y Andrew Davenport, quien escribió cada uno de los 365 episodios que componen la serie original. El programa se enfoca en cuatro personajes con aspecto de primates hominidos de diferentes colores conocidos como los teletubbies por sus vientres. Reconocidos en la cultura popular por la antena de forma única que sobresale de la cabeza de cada personaje, los teletubbies se comunican a través de galimatías y fueron diseñados para parecerse a los niños pequeños.
La serie se convirtió rápidamente en un éxito comercial en el Reino Unido y en el extranjero. Ganó varios premios BAFTA y fue nominado a dos Daytime Emmy a lo largo de su carrera. Un sencillo basado en el tema principal del programa alcanzó el número 1 en la lista de sencillos del Reino Unido en diciembre de 1997 y permaneció en el top 75 durante 32 semanas, vendiendo más de un millón de copias. En octubre de 2000, la franquicia generó más de 1 000 000 000 de libras esterlinas (1 600 000 000 de dólares estadounidenses) en ventas de mercancías.
Aunque la serie original terminó en 2001, su relanzamiento se estrenó en 2015 en el canal CBeebies en el Reino Unido y en Nick Jr. en los Estados Unidos.
En 2022 Netflix ha lanzado un nuevo relanzamiento.

## Personajes

### Personajes principales
Los personajes principales son 4:
- Tinky Winky, el teletubby morado, interpretado, según los episodios, por Dave Thompson, Simon Shelton y Mark Heenehan en la serie original y por Jeremiah Krage en el relanzamiento. Es el de mayor tamaño y su antena tiene forma de triángulo invertido. A menudo carga una cartera roja.
- Dipsy, el teletubby verde lima, interpretado por John Simmit en la serie original y por Nick Kellington en el relanzamiento.[16] Dipsy es el más terco y, en ocasiones, se niega a aceptar la opinión de los demás. El personaje tiene la piel más oscura que los demás teletubbies, ya que, según los creadores de la serie, es de raza negra.[17] Su antena es recta y apunta hacia arriba y se asemeja a una varilla medidora. Es uno de los dos teletubbies de tamaño mediano, a menudo usa un sombrero grande con un patrón blanco y negro.
- Laa-Laa, la teletubby amarilla, que interpreta Nikky Smedley en la serie original y Rebecca Hyland en el relanzamiento.[16] También es de tamaño mediano y su antena describe un rizo que apunta hacia arriba. Laa-Laa es muy dulce, le gusta cantar y bailar y a menudo se la muestra cuidando a los otros Teletubbies. Su juguete favorito es una pelota de goma naranja. Nació el 12 de marzo.
- Po, la teletubby roja, interpretada por Pui Fan Lee en la serie original y por Rachelle Beinart en el relanzamiento.[16] Los creadores de la serie afirman que es de sexo femenino[18] y de origen cantonés.[17] Es la más pequeña entre los teletubbies y su antena es circular como un palo de hacer burbujas. Su juguete favorito es un patinete rosa y azul. Nació el 20 de marzo.

### Personajes secundarios
- Noo-Noo (operado por Mark Dean en la serie original y Victoria Jane y Olly Taylor en la serie revival)[19] es una aspiradora inteligente que actúa como guardián y ama de llaves de los Teletubbies. Casi nunca se aventura fuera del Tubbytronic Superdome, sino que permanece en el interior y limpia constantemente con su nariz de ventosa. Se comunica a través de una serie de ruidos de sorber y chupar. De vez en cuando se porta mal y chupa cualquier cosa, desde tubbietostadas  hasta mantas, lo que hace que los Teletubbies lo llamen "Naughty Noo-Noo" y lo persigan por la casa. La persecución suele terminar con un gran abrazo. Es azul en la serie original y es naranja, rosa y dorado en la serie revival.
- Las Trompetas de voz (con la voz de Eric Sykes, Toyah Willcox, John Simmit, Gary Stevenson, Alex Hogg, Alex Pascall, Tim Whitnall y Rudolph Walker en la serie original, Sandra Dickinson, Toni Barry, Rachael Lillis y John Schwab en la serie estadounidense de PBS y Fearne Cotton, Jim Broadbent, Antonia Thomas, Teresa Gallagher, David Walliams y Rochelle Humes en el relanzamiento)[20] son varios dispositivos que se asemejan a periscopios que se elevan desde el suelo e interactúan con los Teletubbies a menudo participando en juegos con ellos y sirviendo como supervisores. Son los únicos residentes de Teletubbyland que hablan con oraciones completas.
- El Bebé Sol (interpretado por Jessica Smith en la serie original y Berry (apellido desconocido) en la serie revival)[21] aparece al principio y al final de cada episodio. Actúa como una llamada de atención para los Teletubbies. Nació el 22 de diciembre.
- Numerosos conejos se encuentran en Teletubbyland y están representados por varios conejos gigantes flamencos. Los Teletubbies disfrutan verlos saltar y jugar. Los conejos son el único tipo de roedores terrestres que se encuentra en la tierra y residen en madrigueras y arbustos. Casi nunca se ven en los eventos mágicos, aparte del león y la osa.
- El Tubbyphone (con la voz de Jane Horrocks)[20] es un personaje del relanzamiento. El Tubbyphone tiene la capacidad de hacer reproducir el "Tubbyphone baile" y los Teletubbies bailan después de presionar el botón del teléfono. En un momento, tiene la capacidad de hacer tubbyfotos.
- Los Tiddlytubbies (con la voz de Teresa Gallagher) son Teletubbies bebés que aparecen en la serie revival. Sus nombres son: Mi-Mi, Daa Daa, Baa, Ping, RuRu, Nin, Duggle Dee y Umby Pumby.[22] Los Tiddlytubbies obtendrían su propia serie web animada en 2018.

## Descripción

### Estilo de vida
Viven en una casa con forma de cúpula cubierta en medio de un enorme jardín, llamada Superdomo Tubbytrónico. La casa está integrada completamente en el jardín ya que desde el exterior solo se aprecia un montículo totalmente cubierto de césped, con una puerta y dos ventanas semicirculares blancas. El jardín de verde hierba meticulosamente cortada está poblado de flores multicolores y conejitos. Su cielo se caracteriza por tener un sol con cara de bebé sonriente. Su alimentación se compone básicamente de tubby papillas y tubby tostadas, las que les aporta suficiente tubbysustento para seguir jugando.

## Trama
El programa tiene lugar en un paisaje floral y cubierto de hierba poblado por conejos con cantos de pájaros que se escuchan de fondo. El refugio principal de los 4 Teletubbies es una casa de tierra conocida como "Tubbytronic Superdome" implantada en el suelo y a la que se accede a través de un agujero en la parte superior o una puerta semicircular especialmente grande al pie de la cúpula. Los Teletubbies coexisten con una serie de artilugios extraños, como las trompetas de voz y la aspiradora antropomórfica ("Noo-Noo"). El colorido escenario psicodélico del espectáculo fue diseñado específicamente para atraer la atención de los bebés y desbloquear diferentes secciones de la mente mientras también educa a los niños pequeños sobre las transiciones que se pueden esperar en la vida.
Se realiza una variedad de rituales a lo largo de cada episodio, como las interacciones lúdicas entre los Teletubbies y los parlantes de voz, los percances causados por Noo-Noo, las imágenes de los niños que se muestran en las pantallas en los estómagos de los Teletubbies y el evento mágico que ocurre una vez por episodio. El evento difiere cada vez; a menudo tiene una causa inexplicable y con frecuencia es extraño pero caprichoso. Cada episodio es cerrado por las Trompetas Vocales y el narrador. Los Teletubbies decepcionados, reacios, pero eventualmente obedientes, se despiden del espectador cuando regresan al Tubbytronic Superdome mientras el Bebé Sol se pone.

## Narración de la serie
La serie fue narrada por Tim Whitnall. El programa se convirtió rápidamente en un éxito comercial y de crítica tanto en Reino Unido como en el extranjero (en particular destaca por su alto valor de producción). Ganó un BAFTA en 1998. Oficialmente se estrenó en Discovery Kids en Latinoamérica y BBC Two en el Reino Unido; sin embargo salió del canal el 26 de diciembre de 2006. Fue emitido por Playhouse Disney y Clan en España; en 2015 y por CBeebies, propiedad de la BBC en algunos países de Latinoamérica. Anteriormente se emitía en sin embargo salió del canal en 2007. En 2015, se anunció su regreso a través de Nickelodeon en 2016 y Netflix en 2022.

## Lanzamiento
El 31 de marzo de 1997, el primer episodio de Teletubbies se emitió en BBC Two en el bloque de programación de CBBC. Ocupó un espacio de tiempo que antes ocupaba Playdays. Este cambio de horario inicialmente recibió una reacción negativa de los padres, pero el programa no se movió. El formato poco convencional del programa recibió rápidamente la atención de los medios y atraía a dos millones de espectadores por episodio en agosto. En febrero de 1998, The Sydney Morning Herald señaló que había "alcanzado el estatus de culto" en menos de un año en el aire.
Teletubbies se ha emitido en más de 120 países en 45 idiomas diferentes. En los Estados Unidos, la serie se transmite en el canal hermano de Nickelodeon, Nick Jr. Los episodios también se lanzan a través de la aplicación móvil de Nick Jr. y los servicios a pedido. La serie original estuvo disponible como parte del servicio de suscripción de Noggin en América del Norte. Se emitió en PBS Kids en los Estados Unidos del 6 de abril de 1998 al 29 de agosto de 2008. Los canales de BBC Studios transmiten la serie en la mayor parte de África, Asia y Polonia. Un doblaje en español se transmite en Clan en España. En Grecia, la serie se transmite por Nickelodeon Grecia. NPO Zappelin transmite el programa en los Países Bajos y MTVA lo transmite en Hungría. En Australia y Nueva Zelanda, la serie se transmite por CBeebies Australia y ABC Kids. El canal Benelux de JimJam transmite la serie y Ultra la transmite en Serbia. Teletubbies también se transmite por SIC en Portugal y e-Junior en el Medio Oriente.

## Producción
El programa fue creado por Anne Wood y Andrew Davenport después de que la BBC solicitara su presentación para un programa dirigido a niños en edad preescolar. Inspirados por el interés de Davenport en los astronautas, específicamente el Apolo 11 y el primer alunizaje, así como su preocupación sobre "cómo reaccionaban los niños al entorno cada vez más tecnológico de finales de la década de 1990", los dos armaron un piloto para la BBC.
Encontrar un lugar de rodaje fue un desafío, ya que querían filmar la producción al aire libre pero no pudieron encontrar un lugar adecuado. Terminaron filmando en una granja en Wimpstone, Warwickshire donde previamente se había filmado Tots TV, por lo que debido a los problemas que causó en el lugar, los vecinos protestaron por el rodaje, aunque se calmaron después de asegurarles que "era un programa infantil de bajo perfil y nadie se daría cuenta de la filmación". Sin embargo, después de que el espectáculo despegó, su popularidad hizo que la prensa inundara el lugar. Según Davenport, la prensa estaba particularmente interesada en obtener fotos de los actores con sus disfraces de Teletubby sin la cabeza puesta. Por esto, el equipo tomó medidas para asegurar su privacidad, incluyendo vendar los ojos a los visitantes que llegaban al set y crear una carpa para que los actores se cambiaran en secreto.

## Regreso a la televisión
Entre el año 2014 y 2015 se anunció, en diferentes medios, que los Teletubbies regresarían a la televisión en 2016 y que el programa se transmitiría por Nickelodeon en Estados Unidos y Reino Unido. También se anunció que iba a haber nuevos cambios en la serie, como Jim Broadbent y Fearne Cotton siendo los nuevos narradores. También, se informó que Sol tendría un nuevo rostro en cada capítulo, dado que antes siempre lo interpretaba la actriz infantil Jessica Smith y también se afirmó que las pantallas que los Teletubbies tienen en sus barrigas serían táctiles, además de confirmarse la producción de 60 capítulos nuevos.
Sin embargo, la creadora de la serie estuvo en desacuerdo con que BBC decidiera hacer nuevos capítulos de la serie, dijo que no los vería en la televisión y comentó al respecto: «Estoy un poco triste. Tiene que ver con los tiempos actuales; la gente se siente segura rehaciendo éxitos pasados en vez de invertir en algo nuevo», dijo Anne Wood con relación al anunciado regreso de los Teletubbies en una entrevista a Radio Times. “Hay muchos programas de los que se están haciendo remakes y creo que la industria de la televisión para niños vale mucho más que eso”, manifestó la creadora de los “Teletubbies” y añadió que sería mejor que ese esfuerzo se dedicara a productos nuevos, según cita la página web de NME. Luego, Wood aclaró que decidió no ver el remake de los Teletubbies.
El 9 de noviembre de 2015 se estrenó la serie reboot en CBeebies.
El 14 de noviembre de 2022 Netflix lanzó una nueva temporada con una temática más inclusiva.

## Episodios

### Primera temporada
| No. en series | Título                                  | Fecha de emisión original        |
| --- | --------------------------------------- | -------------------------------- |
| 1 | "El número 3 (India)"                   | 1 de julio de 2002 (2002-07-01)  |
| El primer segmento de Teletubbies En todas partes presenta a Tinky Winky dibujando un triángulo, contando 3 del Sombrero de Dipsy, Po recibiendo un video que muestra a un grupo de niños indios demostrando el número 3 usando varios objetos que incluyen: manzanas, bebés, velas, números, helados y globos, los teletubbies caminan en pares de 3, contando el sombrero de dipsy y los teletubbies tienen un gran abrazo!                                         |                                         |                                  |
| 2 | "Tocando el tambor (Taiwán)"            | 2 de julio de 2002 (2002-07-02)  |
| El segmento de Teletubbies en todas partes presenta a Po contando hasta 4, Tinky Winky aprendiendo sobre el color rojo, Laa Laa haciendo un círculo, Dipsy recibiendo un video que muestra a 2 pequeños niños taiwaneses aprendiendo a tocar el tambor y los teletubbies tienen un gran abrazo! |                                         |                                  |
| 3 | "Alimentando a las gallinas (Portugal)" | 3 de julio de 2002 (2002-07-03)  |
| El segmento de Teletubbies En todas partes presenta a Dipsy contando hasta 6, Po aprendiendo sobre el color marrón, Laa Laa demostrando los tamaños grande y pequeño, Tinky Winky recibiendo un video que muestra a un grupo de niños de Portugal alimentando muchas gallinas y los teletubbies tienen un gran abrazo! |                                         |                                  |
| 4 | "Patinaje sobre hielo (Finlandia)"      | 4 de julio de 2002 (2002-07-04)  |
| El segmento de Teletubbies En todas partes presenta a Po contando hasta 2, Dipsy y Laa Laa aprendiendo acerca de cerca y lejos, Tinky Winky recibe un video que muestra a niños de Finlandia patinando sobre hielo y jugando un juego de hockey sobre hielo y los teletubbies tienen un gran abrazo! |                                         |                                  |
| 5 | "Sobre ruedas (India)"                  | 5 de julio de 2002 (2002-07-05)  |
| El segmento de Teletubbies en todas partes presenta a Laa Laa corriendo, Dipsy demostrando su color favorito: Verde, Po y Tinky Winky haciendo un círculo, Laa Laa recibiendo un video que muestra a 3 niños de la India rodando unas ruedas y neumáticos a lo largo de una carretera. po monta su scooter y los teletubbies tienen un gran abrazo! |                                         |                                  |
| 6 | "Ballet (EE. UU)"                       | 6 de julio de 2002 (2002-07-06)  |
| El segmento de Teletubbies en todas partes presenta a Tinky winky contando hasta 2, Laa-Laa haciendo un cuadrado mientras tiene la falda de ballet puesta, Dipsy demostrando el color Rosa, Po recibiendo un video que muestra a 2 niñas de Estados Unidos practicando pasos de ballet, Los Teletubbies caminan de lado y los Teletubbies tienen un gran abrazo! |                                         |                                  |
| 7 | "Paraguas de globos (Taiwán)"           | 7 de julio de 2002 (2002-07-07)  |
| El segmento de Teletubbies en todas partes presenta a Laa Laa contando hasta 8, Tinky Winky y Po bailando mientras sostienen unos paraguas, Dipsy recibe un video que muestra a un grupo de niños de Taiwán divirtiéndose jugando con un paracaídas multicolores y los teletubbies tienen un gran abrazo! |                                         |                                  |
| 8 | "Coleccionando granates (Namibia)"      | 8 de julio de 2002 (2002-07-08)  |
| El segmento de Teletubbies en todas partes presenta a Po contando hasta 3, Laa Laa aprendiendo sobre el color Morado, los Teletubbies jugando un juego de saltos Tinky Winky recibiendo un video que muestra a unos niños de Namibia buscando granates entre las piedras y poniéndolos en frascos y los teletubbies tienen un gran abrazo! |                                         |                                  |
| 9 | "Hojas de otoño (Chile)"                | 9 de julio de 2002 (2002-07-09)  |
| El segmento de Teletubbies en todas partes presenta a Tinky Winky aprendiendo sobre el color marrón, Laa Laa demostrando 'detrás' y 'delante de' con un árbol, Dipsy recibiendo un video que muestra a un grupo de niños Chilenos jugando con algunas hojas en un día de otoño, Po saltando y los teletubbies tienen un gran abrazo! |                                         |                                  |
| 10 | "Baile indio (India)"                   | 10 de julio de 2002 (2002-07-10) |
| El segmento de Teletubbies en todas partes presenta a Laa Laa contando hasta 5, Dipsy explorando el color dorado, Po y Tinky Winky dibujando una estrella, Laa Laa recibiendo un video que muestra a una niña india bailando una danza tradicional del mismo país y los teletubbies tienen un gran abrazo! |                                         |                                  |
| 11 | "Pavos reales (Corea)"                  | 11 de julio de 2002 (2002-07-11) |
| El segmento de Teletubbies en todas partes presenta a Po contando hasta 3, Dipsy aprendiendo sobre el color azul, Laa Laa jugando un juego de arriba y abajo, Dipsy recibiendo un video que muestra a un grupo de niños coreanos mirando muchos pavos reales volando, caminando y extendiendo las plumas de la cola, los teletubbies marchando y ¡Los teletubbies tienen un gran abrazo!                                                                              |                                         |                                  |
| 12 | "Figuras con las manos (pez) (EE. UU.)" | 12 de julio de 2002 (2002-07-12) |
| El segmento de Teletubbies en todas partes presenta a Tinky Winky preparando Tubby papilla, el Noo Noo limpiando 5 salpicaduras de Tubby papilla Tinky Winky recibiendo un video Que muestra a una niña pequeña de estados unidos y a su hermano haciendo un dibujo con las manos Los Teletubbies corren haciendo huellas de Tubby papilla y los Teletubbies tienen un gran abrazo!                                                                                   |                                         |                                  |
| 13 | "Idlis (India)"                         | 13 de julio de 2002 (2002-07-13) |
| El segmento de Teletubbies en todas partes presenta a Laa Laa contando hasta 4, Tinky Winky y su bolso, Dipsy haciendo un círculo Po recibiendo un video que muestra a una niña india haciendo unas empanadas de arroz con su abuela. Una vez cocidas las hamburguesas de arroz, se han hinchado como tortitas y ella las come con varias salsas y los Teletubbies tienen un gran abrazo!                                                                             |                                         |                                  |
| 14 | "Carrusel (Francia)"                    | 14 de julio de 2002 (2002-07-14) |
| El segmento de Teletubbies en todas partes presenta a Tinky Winky contando hasta 7, los Teletubbies diciendo "Oh Ah!" entre ellos mientras corren, Tinky Winky recibe un video que muestra a un grupo de niños de Francia divirtiéndose girando y montando en un carrusel y los Teletubbies tienen un gran abrazo! |                                         |                                  |
| 15 | "Lavando ropa (Sudáfrica)"              | 15 de julio de 2002 (2002-07-15) |
| El segmento de Teletubbies en todas partes presenta a Dipsy y Laa Laa haciendo un óvalo, Tinky Winky divirtiéndose bailando bajo la lluvia con un paraguas, Dipsy recibiendo un video que muestra a un niño sudafricano ayudando a su madre a lavar su ropa en una tina de acero. Luego, llenan baldes con agua de un grifo para enjuagarlos. ¡Tinky winky y el baile de los paraguas y los Teletubbies tienen un gran abrazo!                                        |                                         |                                  |
| 16 | "Caracoles (Corea)"                     | 16 de julio de 2002 (2002-07-16) |
| El segmento de Teletubbies en todas partes presenta a Tinky Winky, Dipsy, Laa Laa y Po contando hasta 4, los Teletubbies demostrando el proceso de rápido y lento, Po recibiendo un video que muestra a un grupo de niños coreanos mirando unos caracoles y los Teletubbies tienen un gran abrazo! |                                         |                                  |
| 17 | "Alcanzar agua (Marruecos)"             | 17 de julio de 2002 (2002-07-17) |
| El segmento de Teletubbies en todas partes presenta a Dipsy contando hasta 2, Po aprendiendo la diferencia entre mojado y seco, Noo Noo, Dipsy y Laa Laa bailando juntos, Tinky Winky recibiendo un video que muestra a 2 niños de Marruecos llenando unos cubos con agua de un grifo en la pared. Luego llevan los cubos en un carrito a su madre que está lavando algo de ropa y los Teletubbies tienen un gran abrazo!                                             |                                         |                                  |
| 18 | "Tocando musica (Taiwán)"               | 18 de julio de 2002 (2002-07-18) |
| El segmento de Teletubbies en todas partes presenta a Laa Laa contando hasta 10, Tinky Winky haciendo un baile tonto, Dipsy recibiendo un video que muestra a una pequeña niña de Taiwán aprendiendo a tocar un instrumento que hace todo tipo de ruidos extraños además de tocar música, Po bailando y los Teletubbies tienen un gran abrazo! |                                         |                                  |
| 19 | "Recogiendo mandarinas (España)"        | 19 de julio de 2002 (2002-07-19) |
| El segmento de Teletubbies en todas partes presenta a Po contando hasta 8, Tinky Winky aprendiendo sobre el color naranja, Laa Laa recibiendo un video que muestra a un grupo de chicos españoles recogiendo unas mandarinas en un huerto de naranjos y las metieron en cajas. Luego se sientan bajo los árboles y comen algunos de ellos. ¡Tinky winky saltando y los Teletubbies tienen un gran abrazo!                                                             |                                         |                                  |
| 20 | "El número 2 (India)"                   | 20 de julio de 2002 (2002-07-20) |
| El segmento de Teletubbies en todas partes presenta a Tinky Winky contando dos rectángulos, el Noo Noo contando hasta 2, Dipsy recibiendo un video que muestra a un grupo de niños indios demostrando el número 2 usando varios objetos que incluyen: manzanas, bebés, velas, platanos, bolas, algodón de azúcar, caballos y autobuses. Laa-Laa jugando con su pelota los teletubbies y el noo-noo caminando en parejas de 2 y los Teletubbies tienen un gran abrazo! |                                         |                                  |
| 21 | "Danza del león (Taiwán)"               | 21 de julio de 2002 (2002-07-21) |
| El segmento de Teletubbies en todas partes presenta a Laa Laa contando hasta 3 , Po haciendo un triángulo, Dipsy aprendiendo sobre el color amarillo, Tinky Winky recibiendo un video que muestra a un grupo de niños de Taiwán vistiendo ropa tradicional de china. Algunos de los chicos se disfrazan de leones y bailan en la calle, acompañados de tambores, los teletubbies corriendo y los Teletubbies se dan un gran abrazo!                                   |                                         |                                  |
| 22 | "Entrenando perros (Rusia)"             | 22 de julio de 2002 (2002-07-22) |
| El segmento de Teletubbies en todas partes presenta a Dipsy y Laa Laa mirando a un perro, Tinky Winky y Po jugando un juego de subir y bajar, Dipsy recibe un video que muestra a una chica rusa entrenando a sus perros para una competencia de perros y los Teletubbies tienen un gran abrazo! |                                         |                                  |
| 23 | "Cometas (India)"                       | 23 de julio de 2002 (2002-07-23) |
| El segmento de Teletubbies en todas partes presenta a Po explorando el color rosa, Dipsy dibuja un cuadrado, Tinky Winky hace una demostración de cerca y lejos, Laa Laa recibe un video que muestra a un grupo de niños indios aprendiendo a hacer cometas, que luego vuelan sobre los árboles. y los Teletubbies tienen un gran abrazo! |                                         |                                  |
| 24 | "Fútbol (Argentina)"                    | 24 de julio de 2002 (2002-07-24) |
| El segmento de Teletubbies en todas partes presenta a Dipsy contando hasta 7, Tinky Winky y Po corriendo, Laa Laa persiguiendo su pelota, Tinky winky y Po corriendo nuevamente, Laa-Laa recibiendo un video que muestra a un grupo de niños pequeños disfrutando de un partido de fútbol en Argentina. y los teletubbies tienen un gran abrazo! |                                         |                                  |
| 25 | "Balanceando ollas (Sudáfrica)"         | 25 de julio de 2002 (2002-07-25) |
| El segmento de Teletubbies en todas partes presenta a Laa Laa contando hasta 5, los Teletubbies aprendiendo sobre encima y debajo, Dipsy recibe un video que muestra a un grupo de niños sudafricanos llenando unos baldes con agua y tratando de equilibrar los baldes sobre sus cabezas como lo hace su madre y los teletubbies se dan un gran abrazo! |                                         |                                  |

### Segunda temporada
| No. en series | Título                             | Fecha de emisión original         |
| --- | ---------------------------------- | --------------------------------- |
| 1 | "Cosechando Maíz (España)"         | 27 de julio de 2002 (2002-07-27)  |
| El segmento de Teletubbies en todas partes presenta a Tinky winky dibujando un Ovalo, Po y el color amarillo, Dipsy aprende sobre los tamaños "grande" y "pequeño", Po recibiendo un video de niños españoles cosechando maíz, El Noo-Noo da vueltas y los teletubbies se dan un gran abrazo! |                                    |                                   |
| 2 | "Pintura de letreros (Taiwán)"     | 28 de julio de 2002 (2002-07-28)  |
| El segmento de Teletubbies en todas partes presenta a Tinky winky contando hasta 4, Laa-Laa dibujando un círculo, Po aprendiendo sobre el color rojo, Dipsy recibe un video que muestra a niños de Taiwán mezclando pintura y dibujando letreros chinos en cuadrados de papel rojo, que luego pegan en la puerta de entrada para que les dé buena suerte y los teletubbies se dan un gran abrazo!                                                       |                                    |                                   |
| 3 | "Escarabajos (Sudáfrica)"          | 29 de julio de 2002 (2002-07-29)  |
| El segmento de Teletubbies en todas partes presenta a Noo-Noo ordena 4 piezas de Tubby Tostada Dipsy y Laa-Laa dibujan un círculo Po recibiendo un video que muestra a unos niños sudafricanos mirando uno escarabajos peloteros y los teletubbies se dan un gran abrazo! |                                    |                                   |
| 4 | "Bhelpuri (India)"                 | 30 de julio de 2002 (2002-07-30)  |
| El segmento de Teletubbies en todas partes presenta a Laa-Laa contando hasta 8, Dipsy Haciendo Tubby papilla, Po recibiendo un video que muestra a unos niños indios Haciendo Bhelpuri y los ponen en un plato indio y se las comen y los teletubbies se dan un gran abrazo! |                                    |                                   |
| 5 | "Vistiéndonos (Corea)"             | 31 de julio de 2002 (2002-07-31)  |
| El segmento de Teletubbies en todas partes presenta Contando hasta 2 con Tinky Winky, El sombrero de Dipsy flota alrededor, Po aprende sobre el color azul Dipsy persigue y atrapa su sombrero, Laa Laa recibiendo un video que muestra a un grupo de niños coreanos vistiéndose con sus trajes nacionales y los teletubbies se dan un gran abrazo! |                                    |                                   |
| 6 | "Número 4 (India)"                 | 1 de agosto de 2002 (2002-08-01)  |
| El segmento de Teletubbies en todas partes presenta a Laa Laa y Po haciendo un rectángulo, Po jugando con su scooter Laa Laa recibiendo un video que muestra a un grupo de niños indios explorando todos los objetos que ilustran el número 4 y los teletubbies se dan un gran abrazo! |                                    |                                   |
| 7 | "Agitando y batiendo (Taiwán)"     | 3 de agosto de 2002 (2002-08-03)  |
| El segmento de Teletubbies en todas partes presenta a Dipsy contando hasta 4, Po aprendiendo sobre el color azul, Tinky Winky haciendo un triángulo, Laa Laa marchando, Po recibiendo un video que muestra a 2 niños Taiwáneses haciendo muchos sonidos diferentes golpeando y sacudiendo Laa-Laa Juega marchando otra vez y los teletubbies se dan un gran abrazo!                                                                                     |                                    |                                   |
| 8 | "Plantando flores (Chile)"         | 4 de agosto de 2002 (2002-08-04)  |
| El segmento de Teletubbies en todas partes presenta a Dipsy haciendo una estrella, Tinky Winky aprendiendo sobre el color plateado, Po, Laa Laa y Tinky Winky corriendo bajo una nube de lluvia, Laa-Laa recibe un video que muestra a un grupo de niños Chilenos plantando algunas flores y los teletubbies se dan un gran abrazo! |                                    |                                   |
| 9 | "Bote de arena (Rusia)"            | 5 de agosto de 2002 (2002-08-05)  |
| El segmento de Teletubbies en todas partes presenta a Po contando hasta 3, Laa Laa demostrando el color naranja, Tinky Winky y Po haciendo un círculo, Dipsy recibe un video que muestra a un grupo de personas rusas haciendo patrones en una hoja grande de papel usando una botella oscilante llena de arena de colores y los teletubbies se dan un gran abrazo!                                                                                     |                                    |                                   |
| 10 | "Número 1 (India)"                 | 6 de agosto de 2002 (2002-08-06)  |
| El segmento de Teletubbies en todas partes presenta a los Teletubbies contando hasta 4, Tinky Winky dibujando un óvalo, los Teletubbies y sus cosas favoritas, Dipsy recibiendo un video que muestra a un grupo de niños indios aprendiendo sobre el número 1 usando varios objetos, Tinky Winky, Dipsy, Laa Laa y Po consiguiendo sus cosas favoritas y el Noo Noo encontrando a los Teletubbies y los teletubbies se dan un gran abrazo!              |                                    |                                   |
| 11 | "Linternas (Taiwán)"               | 7 de agosto de 2002 (2002-08-07)  |
| El segmento de Teletubbies en todas partes presenta a Laa-Laa contando hasta 8, Dipsy haciendo un rectángulo, Tinky Winky recibe un video que muestra a niños de Taiwán haciendo unas linternas y lo teletubbies se dan un gran abrazo. |                                    |                                   |
| 12 | "Festival de flores (España)"      | 8 de agosto de 2002 (2002-08-08)  |
| El segmento de Teletubbies en todas partes presenta a Po contando hasta 5, Laa-Laa dibujando una estrella, Tinky Winky observa a unos niños españoles que hacen un dibujo con flores y los teletubbies se dan un gran abrazo. |                                    |                                   |
| 13 | "Dunas de arena (Namibia)"         | 9 de agosto de 2002 (2002-08-09)  |
| El segmento de Teletubbies en todas partes presenta a Dipsy y Laa Laa hacen un triángulo, Po sube y baja, Dipsy recibe un video que muestra a un grupo de niños de Namibia deslizándose en trineo por unas dunas de arena y los teletubbies se dan un gran abrazo. |                                    |                                   |
| 14 | "Burbujas (Corea)"                 | 10 de agosto de 2002 (2002-08-10) |
| El segmento de Teletubbies en todas partes presenta a Dipsy dibujando un círculo Laa Laa atrapa y juega con su pelota naranja, Tinky Winky recibe un video que muestra a un grupo de niños de Corea haciendo muchas burbujas en el parque y los teletubbies se dan un gran abrazo. |                                    |                                   |
| 15 | "Go karts (Marruecos)"             | 11 de agosto de 2002 (2002-08-11) |
| El segmento de Teletubbies en todas partes presenta a Tinky Winky contando hasta 5, los Teletubbies van rápido y lento, Laa Laa sigue a Po en su scooter, Dipsy recibe un video que muestra a un grupo de niños montando sus Go Karts por una calle de Marruecos y los teletubbies se dan un gran abrazo. |                                    |                                   |
| 16 | "Viaje por un canal (India)"       | 12 de agosto de 2002 (2002-08-12) |
| El segmento de Teletubbies en todas partes presenta a Laa Laa contando hasta 3, Po haciendo un óvalo, Tinky Winky aprendiendo acerca de cerca y lejos, Dipsy aprende sobre el color verde, Laa Laa recibiendo un video que muestra a un grupo de niños indios viajando en un bote por un hermoso canal y los teletubbies se dan un gran abrazo. |                                    |                                   |
| 17 | "Bailando sevillanas (España)"     | 13 de agosto de 2002 (2002-08-13) |
| El segmento de Teletubbies en todas partes presenta a Po contando hasta 5, Tinky Winky dibujando un rectángulo, Po recibiendo un video que muestra a un grupo de niños de España aprendiendo un baile tradicional español y los teletubbies se dan un gran abrazo. |                                    |                                   |
| 18 | "Grafitti (Taiwán)"                | 14 de agosto de 2002 (2002-08-14) |
| El segmento de Teletubbies en todas partes presenta Contando hasta 6 con Tinky Winky Po aprende sobre 'Delante y detrás' mientras hace Tubbiepapilla Tinky Winky observa a unos niños taiwaneses pintar una pared y los teletubbies se dan un gran abrazo. |                                    |                                   |
| 19 | "Sandwich (India)"                 | 15 de agosto de 2002 (2002-08-15) |
| El segmento de Teletubbies en todas partes presenta a Laa Laa contando hasta 4, Tinky Winky y Po dibujando un cuadrado, Dipsy y Laa Laa haciendo un baile tonto, Po recibiendo un video que muestra a 2 niños indios haciendo un sándwich. Untan con mantequilla el pan, agregan un poco de chatney verde y rodajas de pepino y los teletubbies se dan un gran abrazo!                                                                                  |                                    |                                   |
| 20 | "Moviendo juguetes (Sudáfrica)"    | 16 de agosto de 2002 (2002-08-16) |
| El segmento de Teletubbies en todas partes presenta a Tinky Winky contando hasta 10, los Teletubbies corriendo , Po recibiendo un video que muestra a un niño sudafricano eligiendo un juguete mecánico. Es un hombre que toca un tambor de acero, que pedalea mientras el niño empuja por la manija. Mientras el niño corre, otros niños y un perro lo siguen y su juguete mecánico. y los teletubbies se dan un gran abrazo.                          |                                    |                                   |
| 21 | "Rodando (Corea)"                  | 17 de agosto de 2002 (2002-08-17) |
| El segmento de Teletubbies en todas partes presenta a Laa-Laa bailando Contando hasta 5 con la bola de Laa-Laa Laa-Laa aprende sobre 'Arriba y Abajo' Tinky Winky observa a unos niños coreanos que hacen rodar algunos objetos cuesta abajo Laa-Laa juega con su pelota y los teletubbies se dan un gran abrazo. |                                    |                                   |
| 22 | "Alimentando a las Ovejas (Gales)" | 18 de agosto de 2002 (2002-08-18) |
| El segmento de Teletubbies en todas partes presenta a Dipsy contando hasta 3, Laa Laa aprendiendo sobre el color blanco, los Teletubbies practicando el concepto de Alto y Siga, Tinky Winky recibiendo un video que muestra a un grupo de niños de Gales alimentando unos corderos y los teletubbies se dan un gran abrazo. |                                    |                                   |
| 23 | "Ordeñando la Vaca (Colombia)"     | 19 de agosto de 2002 (2002-08-19) |
| El segmento de Teletubbies en todas partes presenta a Noo Noo contando hasta 4, Po dibujando un óvalo, Dipsy viendo los colores blanco y negro de su sombrero, mientras 2 Trompetas de Voz hacen el sonido de una vaca que muge, Laa Laa recibe un video que muestra a 2 niños Colombianos ayudando a su padre a ordeñar una vaca. Y los teletubbies se dan un gran abrazo.                                                                             |                                    |                                   |
| 24 | "Danza del tambor (Taiwán)"        | 20 de agosto de 2002 (2002-08-20) |
| El segmento de Teletubbies en todas partes presenta a Dipsy contando hasta 5, Laa Laa aprendiendo sobre el color rosa, los Teletubbies demostrando el proceso de Alto y Siga, Tinky Winky recibiendo un video que muestra a algunas Niñas de Taiwán vistiendo sus ropas tradicionales. Corren hacia un jardín mientras llevan unos pequeños tambores en las asas y realizan una danza tradicional de tambores. y los teletubbies se dan un gran abrazo. |                                    |                                   |
| 25 | "Caminando en la Nieve (Alemania)" | 21 de agosto de 2002 (2002-08-21) |
| El segmento de Teletubbies en todas partes presenta a Laa-Laa y Po aprenden sobre Dentro y fuera, Dipsy recibe un vídeo que muestra a un niño alemán caminando en la nieve y los teletubbies se dan un gran abrazo. |                                    |                                   |

## Promoción

### Comercialización
Golden Bear Toys distribuyó la primera línea de muñecos Teletubbies poco después del debut del programa. Se vendieron internacionalmente, con juguetes parlantes disponibles en varios idiomas. Hasbro firmó para desarrollar una nueva gama de productos en 1998. En 1999, Microsoft UK lanzó un conjunto de juguetes interactivos "ActiMates" basados en los personajes. La compañía Rasta Imposta presentó disfraces de Teletubbies para niños y adultos en el mismo año. También se lanzaron dos videojuegos educativos con los personajes a lo largo de la serie.
Los muñecos Teletubbies fueron el juguete navideño más vendido en 1997. La demanda superó la oferta en la mayoría de los minoristas, lo que supuestamente llevó a muchas tiendas a racionarlos a uno por cliente. En algunos casos, los compradores acamparon fuera de las tiendas durante la noche con la esperanza de comprar productos de los Teletubbies. Las peleas por los juguetes estallaron entre padres y coleccionistas en ocasiones. Más de un millón de juguetes se vendieron en el Reino Unido el 25 de diciembre de ese año y los representantes de Golden Bear estimaron que las ventas podrían haber alcanzado los tres millones si los suministros hubieran estado disponibles. Los juguetes de peluche fueron nombrados "Juguete del año" por la Asociación Británica de Minoristas de Juguetes en 1998.
Los complementos de comidas para niños se lanzaron en restaurantes de comida rápida en toda América del Norte. En mayo de 1999, Burger King distribuyó un juego de seis peluches de los Teletubbies. También incluyeron nuggets de pollo con la forma de los personajes en su menú durante un breve período de tiempo. Los llaveros modelados a partir de los personajes estaban disponibles en McDonald's en abril de 2000. Estas promociones se volvieron controvertidas entre los adultos que creían que estaban destinadas a atraer a los niños pequeños a alimentos ricos en grasas. El psiquiatra Alvin Francis Poussaint consideró que los acuerdos eran "preocupantes". Expresó públicamente su opinión sobre el asunto, pero no tomó medidas contra las empresas.
Jolly Roger fabricó dos atracciones para niños con los personajes. Estaban disponibles en algunos parques de diversiones y salas de juegos como Chuck E. Cheese's y Fantasy Island.
Las ventas de mercadería de los Teletubbies en el extranjero a lo largo de la década de 1990 generaron 136 millones de euros en ganancias para la BBC. En el momento de la cancelación del programa, los juguetes de los Teletubbies habían generado más de 200 millones de libras esterlinas en ingresos solo para la cocreadora Anne Wood. En 2005, Chris Hastings y Ben Jones de The Daily Telegraph llamaron a los Teletubbies "el programa más lucrativo en la historia de la televisión de la BBC".

### Eventos en vivo
Para conmemorar el décimo aniversario del estreno de Teletubbies, se llevó a cabo una serie de eventos entre marzo y abril de 2007. Los personajes encabezaron un evento, solo por invitación, en Londres el 21 de marzo de 2007. Aparecieron en el Times Square de la ciudad de Nueva York, Grand Central Terminal y el Teatro Apollo. También fueron entrevistados en The Today Show de NBC en un episodio que incluyó la primera aparición televisada de los actores sin sus disfraces. Se formó una sociedad con Isaac Mizrahi en la que Mizrahi diseñó bolsos inspirados en los Teletubbies para ser subastados en beneficio de organizaciones benéficas. Se lanzó una nueva línea de ropa en Pop-Up Shop y otras tiendas especializadas. El alcalde de la ciudad de Nueva York, Mike Bloomberg, anunció el 28 de marzo de 2007 el "Día de los Teletubbies" y entregó la llave de la ciudad a los Teletubbies. Después de su espectáculo en Nueva York, los Teletubbies realizaron su primera gira europea en vivo, actuando en Londres, París, Bremen, Darmstadt, Halle, Hamburgo, Colonia y Hannover.
En enero de 2016, los personajes de los Teletubbies disfrazados aparecieron en la Feria Internacional del Juguete de Estados Unidos. En abril de 2016, el estreno de la serie en el canal griego Nickelodeon se anunció con una serie de apariciones de los Teletubbies en los centros comerciales de Atenas. Esto comenzó con un espectáculo en vivo en Avenue Mall el 16 de abril, que contó con los Teletubbies y un presentador de la red. A lo largo de mayo de 2016, los personajes aparecieron en varios programas de televisión de desayuno para promocionar el debut de la próxima serie de Nick Jr. en los Estados Unidos.

## Plagio en México
En invierno de 1998 la cadena de medios de comunicación mexicana TV Azteca produce su propia serie llamada "Telechobis" la cual es una copia y un plagio a la misma serie original de origen británico, motivo por el que los creadores de la misma serie original demandarían a la televisora.

## Recepción

### Recepción de la crítica
Emily Ashby, de Common Sense Media, descubrió que "si bien los ejemplos de juego cooperativo, asombro y alegrías simples del programa son suaves y agradables, las criaturas aún pueden ser un poco molestas para los padres que las observan". Caryn James de The New York Times declaró en su reseña que los episodios "ofrecen una combinación genuinamente atractiva: linda y ligeramente surrealista".
Tras el lanzamiento del programa, algunos críticos temieron que el uso de balbuceos por parte de los personajes en lugar de oraciones completas afectaría negativamente la capacidad de comunicación de los jóvenes espectadores. El Daily Mirror informó en 1997 que muchos padres se oponían a su "estilo goo-goo" y "dijeron que el programa era una mala influencia para sus hijos". Marina Krcmar, profesora de comunicación en la Universidad de Wake Forest, dijo a los entrevistadores en 2007 que "los niños pequeños aprenden más de un orador adulto que de un programa como Teletubbies ". Sin embargo, Paul McCann de The Independent defendió este aspecto del programa, afirmando que "el programa molesta a aquellos que asumen automáticamente que el aprendizaje progresivo y creativo es una tontería de moda. Los que creen que la educación debe ser estrictamente disciplinada y funcional, incluso a los 18 meses. Afortunadamente Teletubbies no es para ellos. Es para niños."

### La controversia de Tinky Winky
La controversia surgió en 1999 con respecto a Tinky Winky, quien lleva una cartera que se asemeja mucho al bolso de una mujer (expuesto por el crítico académico y cultural Andy Medhurst por primera vez en una carta de julio de 1997 a la revista The Face). Despertó el interés de Jerry Falwell en 1999 cuando este alegó que el personaje era un "modelo a seguir gay". Falwell lanzó un ataque en el National Liberty Journal, citando una columna "In/Out" (De moda/Desfasado) del Washington Post, que afirmaba que la comediante lesbiana Ellen DeGeneres estaba "out" como principal representante gay nacional, mientras que el moderno Tinky Winky estaba "in". Advirtió a los padres que Tinky Winky podría ser un símbolo homosexual encubierto, porque "es morado, el color del orgullo gay, y su antena tiene forma de triángulo: el símbolo del orgullo gay". La BBC dio una respuesta oficial, explicando que "Tinky Winky es simplemente un dulce bebé tecnológico con una bolsa mágica". Ken Viselman de Itsy-Bitsy Entertainment comentó: "Él no es gay. No es heterosexual. Es solo un personaje en una serie para niños".
En mayo de 2007, la defensora de la infancia de Polonia, Ewa Sowińska, revisó el asunto y planeó ordenar una investigación. "Me di cuenta que tiene un bolso de mujer, pero no puedo decir que sea un niño", dijo Sowińska en una declaración pública. Pidió a los psicólogos de su oficina que investigaran las acusaciones. Después de la investigación a fines de 2007, afirmó: "La opinión de un destacado sexólogo, que sostiene que esta serie no tiene efectos negativos en la psicología de un niño, es perfectamente creíble. Como resultado, he decidido que ya no es necesario buscar la opinión de otros psicólogos".
A pesar de las objeciones, los editores de The Independent on Sunday incluyeron a Tinky Winky como el único personaje ficticio en la "Lista feliz" inaugural de 2008, junto con 99 adultos de la vida real reconocidos por hacer del Reino Unido un lugar mejor y más feliz.

### La polémica del león y la osa
En abril de 1997, durante la primera temporada, se emitió el episodio titulado See-Saw  que presentaba una escena sobre un león en forma de silueta (con la voz de Eric Sykes) persiguiendo a una osa también en silueta (con la voz de Penelope Keith). La escena fue criticada por su cinematografía, música y diseño de personajes inquietantes y se consideró inapropiado para los niños. Posteriormente fue prohibido en varios países. En 2000, se emitió una versión revisada con edición ajustada, diseño de sonido y actuación de voz para mejorar el tono. Ambas versiones están disponibles en línea.

### Seguimiento de culto
Aunque el programa está dirigido a niños de entre uno y cuatro años, tuvo un culto sustancial entre las generaciones mayores, principalmente estudiantes universitarios. La mezcla de colores brillantes, diseños inusuales, diálogo no verbal repetitivo, formato ritual e incursiones ocasionales en la comedia física atrajo a muchos que percibieron que el programa tenía cualidades psicodélicas.

### Premios y nominaciones
| Año  | Presentador                                   | Premio / categoría                                            | Nominado            | Estado   | Ref.    |
| ---- | --------------------------------------------- | ------------------------------------------------------------- | ------------------- | -------- | ------- |
| 1997 | City of Birmingham Awards                     | Mejor producción de televisión infantil producida en Midlands | Ragdoll Productions | Ganador  | [ 88 ]  |
| 1997 | NHK Japan Prize                               | Gran premio (Educación Preescolar)                            | Ragdoll Productions | Ganador  | [ 89 ]  |
| 1997 | Royal Television Society                      | Premio de animación infantil                                  | Ragdoll Productions | Ganador  | [ 90 ]  |
| 1998 | British Academy of Film and Television Arts   | Mejor programa preescolar                                     | Ragdoll Productions | Ganador  | [ 91 ]  |
| 1998 | Marketing Society Awards                      | Producto nuevo del año                                        | Golden Bear Toys    |          | [ 92 ]  |
| 1998 | Online Film & Television Association          | Mejor serie infantil                                          | Ragdoll Productions | Nominado | [ 93 ]  |
| 1998 | Television Critics Association                | Logro destacado en la programación infantil                   | Ragdoll Productions | Nominado | [ 93 ]  |
| 1998 | UK Independent Television Productions Awards  | Premio Infantil NATS                                          | Ragdoll Productions | Ganador  | [ 94 ]  |
| 1999 | Daytime Emmy Awards                           | Serie infantil preescolar sobresaliente                       | Ragdoll Productions | Nominado | [ 95 ]  |
| 1999 | Licensing Industry Merchandiser's Association | Licencia general del año                                      | Ragdoll Productions | Ganador  | [ 96 ]  |
| 1999 | Independent Television Productions Awards     | Premio infantil de Nickelodeon Reino Unido                    | Ragdoll Productions | Ganador  | [ 97 ]  |
| 1999 | Television Critics Association                | Logro destacado en la programación infantil                   | Ragdoll Productions | Nominado | [ 98 ]  |
| 2000 | Independent Television Productions Awards     | Audiocall Indie Children's Award                              | Ragdoll Productions | Ganador  | [ 99 ]  |
| 2000 | Daytime Emmy Awards                           | Serie infantil preescolar sobresaliente                       | Ragdoll Productions | Nominado | [ 100 ] |
| 2000 | Royal Television Society                      | Premio de educación                                           | Ragdoll Productions | Ganador  | [ 101 ] |
| 2000 | British Academy of Film and Television Arts   | Contribución destacada en televisión y cine para niños        | Anne Wood           | Ganador  | [ 102 ] |
| 2002 | British Academy of Film and Television Arts   | Mejor serie de acción en vivo para preescolar                 | Ragdoll Productions | Ganador  | [ 8 ]   |
| 2014 | Prix Jeunesse                                 | Programa "más vanguardista" de los últimos 50 años            | Ragdoll Productions | Ganador  | [ 103 ] |
| 2014 | Prix Jeunesse                                 | Programa de mayor impacto de los últimos 50 años              | Ragdoll Productions | Ganador  | [ 103 ] |

## Otros medios

### En la cultura popular
- En 2012, durante la segunda y tercera serie de Saturday Night Live Korea de TVN, se hizo referencia al programa como Yeouido Teletubbies (여의도 텔레토비) para retratar la campaña electoral presidencial de 2012. Esta parodia experimental hizo que la popularidad del "Crew" de SNL Korea, Kim Seul-gi y Kim Min-kyo, quienes actuaron respetablemente como principales candidatos, se disparara.[104]
- Una parodia de la serie apareció en el episodio "Sleep Fighter" de Regular Show de 2013.[105]
- El show hace una aparición en la película de 2025, 28 Years Later al inicio de la misma.

### CD sencillo
En diciembre de 1997, BBC Studios lanzó un CD sencillo de la serie, basado en el tema principal del programa, llamado "Teletubbies say 'Eh-oh!'. Es el único sencillo de Teletubbies, lo que convierte a los personajes en un one-hit wonder en el Reino Unido. La canción fue escrita por Andrew McCrorie-Shand y Andrew Davenport y producida por McCrorie-Shand y Steve James. El sencillo alcanzó el número 1 en la lista de sencillos del Reino Unido en diciembre de 1997 y permaneció en el Top 75 durante 32 semanas después de su lanzamiento.

### Juegos
- En 1998, Knowledge Adventure lanzó Juega con los Teletubbies para Microsoft Windows. Más tarde fue portado a PlayStation en 2000.
- En diciembre de 2017, Built Games lanzó Teletubbies Play Time en todo el mundo para dispositivos móviles.[107]

### Serie web animada Tiddlytubbies
En 2018, una serie web animada derivada con los personajes de Tiddlytubbies debutó en el canal oficial de YouTube de Teletubbies. Estos cortos están animados por WildBrain Spark Studios, una subsidiaria de WildBrain que produce contenido para la red WildBrain Spark.